# Il gatto del sabato sera
Il gatto del sabato sera (Saturday Evening Puss) è un film del 1950 diretto da William Hanna e Joseph Barbera. È il quarantottesimo cortometraggio animato della serie Tom & Jerry, prodotto dalla Metro-Goldwyn-Mayer e uscito negli Stati Uniti il 14 gennaio 1950. È l'unico cortometraggio della serie dove è brevemente visibile il volto di Mammy Due Scarpe, mentre la donna corre a casa.
Il titolo italiano del corto parodia il celebre film La febbre del sabato sera del 1977.

## Trama
È sabato sera e Mammy Due Scarpe si prepara per andare al Circolo Bridge del Sabato Sera Sette di Cuori. Appena se n'è andata, Tom chiama a raccolta i suoi amici randagi Butch, Vercingetorige e Topsy per dare una festa jazz in casa, dove i quattro gatti si scatenano, suonano e gozzovigliano. Butch è al pianoforte, Vercingetorige fa da DJ, mentre Tom e Topsy suonano strumenti improvvisati. La confusione però non permette a Jerry di dormire nella sua tana, così il topo esce a protestare. I gatti però non lo ascoltano, così Jerry cerca di farli smettere con metodi più drastici. L'unico risultato che ottiene tuttavia è quello di far arrabbiare i gatti, che lo rincorrono e alla fine Tom lo lega con il filo di una veneziana. Jerry riesce a raggiungere il telefono e chiama il club in cui si trova Mammy, informandola che a casa sua si sta tenendo una festa. La donna corre a casa e, resasi conto della situazione, caccia fuori tutti i gatti. Seccata perché la serata le è stata rovinata, Mammy decide di rilassarsi. Con grande disappunto di Jerry, però, mette un disco che riproduce la stessa musica jazz suonata dai gatti.

## Censura
Sulla CBS, negli anni sessanta, Mammy Due Scarpe venne trasformata in una giovane donna bianca, e la sua serata al Circolo Bridge Sette di Cuori diventò una notte a ballare con il suo fidanzato al Club della Farfalla. La sua voce venne fornita dalla nota doppiatrice June Foray. Fu questa versione a venire doppiata in Italia negli anni ottanta per la trasmissione in TV, e venne usata fino al 2004, quando sia in DVD che in TV venne ripristinata la versione originale. Tuttavia l'audio italiano rimase lo stesso, così Mammy appare con una voce da adolescente e i suoi dialoghi non corrispondono alle sue azioni.

## Il volto di Mammy
La scena che mostra Mammy Due Scarpe correre verso casa è divenuta celebre in quanto è l’unica in assoluto in cui viene mostrato, se pur per pochissimi istanti, il volto intero della donna. 